# BMF
BMF (англ. Bcl2 modifying factor) – білок, який кодується однойменним геном, розташованим у людей на короткому плечі 15-ї хромосоми. Довжина поліпептидного ланцюга білка становить 184 амінокислот, а молекулярна маса — 20 508.
| 10         |  | 20         |  | 30         |  | 40         |  | 50         |
| ---------- |  | ---------- |  | ---------- |  | ---------- |  | ---------- |
| MEPSQCVEEL |  | EDDVFQPEDG |  | EPVTQPGSLL |  | SADLFAQSLL |  | DCPLSRLQLF |
| PLTHCCGPGL |  | RPTSQEDKAT |  | QTLSPASPSQ |  | GVMLPCGVTE |  | EPQRLFYGNA |
| GYRLPLPASF |  | PAVLPIGEQP |  | PEGQWQHQAE |  | VQIARKLQCI |  | ADQFHRLHVQ |
| QHQQNQNRVW |  | WQILLFLHNL |  | ALNGEENRNG |  | AGPR       |  |            |

A: Аланін

C: Цистеїн

D: Аспарагінова кислота

E: Глутамінова кислота

F: Фенілаланін

G: Гліцин

H: Гістидин

I: Ізолейцин

K: Лізин

L: Лейцин

M: Метіонін

N: Аспарагін

P: Пролін

Q: Глутамін

R: Аргінін

S: Серин

T: Треонін

V: Валін

W: Триптофан

Задіяний у таких біологічних процесах, як апоптоз, альтернативний сплайсинг. 